# Austropentura
Austropentura is een geslacht van steenvliegen uit de familie Austroperlidae. De wetenschappelijke naam van het geslacht is voor het eerst geldig gepubliceerd in 1969 door Illies.

## Soorten
Austropentura omvat de volgende soorten:
- Austropentura hynesorum Theischinger, 1988
- Austropentura victoria Illies, 1969